# Wereldbeker schaatsen 2013/2014 - Wereldbeker 5
De Wereldbeker schaatsen 2013/2014 Wereldbeker 5 was de vijfde wedstrijd van het Wereldbekerseizoen die van 7 tot en met 9 maart 2014 plaatsvond op de Max Aicher Arena in Inzell, Duitsland.

## Tijdschema
| Datum            | Tijd  | Onderdeel                                                                                  |
| ---------------- | ----- | ------------------------------------------------------------------------------------------ |
| Vrijdag 7 maart  | 15:00 | 1e 500 m vrouwen 5000 m mannen 1500 m vrouwen                                              |
| Zaterdag 8 maart | 13:30 | 2e 500 m vrouwen 1e 500 m mannen 3000 m vrouwen 1000 m mannen massastart mannen            |
| Zondag 9 maart   | 13:30 | 2e 500 m mannen 1000 m vrouwen 1500m mannen massastart vrouwen teamsprint vrouwen & mannen |

## Belgische deelnemers
| 1500m      | Mannen  | Bart Swings    | A |                |   |  |  |  |  |  |  |
| 1500m      | Vrouwen | Jelena Peeters | B |                |   |  |  |  |  |  |  |
|            |         |                |   |                |   |  |  |  |  |  |  |
| 5000m      | Mannen  | Maarten Swings | B |                |   |  |  |  |  |  |  |
| 3000m      | Vrouwen | Jelena Peeters | B |                |   |  |  |  |  |  |  |
|            |         |                |   |                |   |  |  |  |  |  |  |
| Massastart | Mannen  | Bart Swings    | A | Maarten Swings | B |  |  |  |  |  |  |
| Massastart | Vrouwen | Jelena Peeters | B |                |   |  |  |  |  |  |  |

De beste Belg per afstand wordt vet gezet

## Nederlandse deelnemers
| Afstand    | Geslacht | Deelnemers, A- of B-groep | Deelnemers, A- of B-groep | Deelnemers, A- of B-groep | Deelnemers, A- of B-groep | Deelnemers, A- of B-groep | Deelnemers, A- of B-groep | Deelnemers, A- of B-groep | Deelnemers, A- of B-groep | Deelnemers, A- of B-groep | Deelnemers, A- of B-groep |
| ---------- | -------- | ------------------------- | ------------------------- | ------------------------- | ------------------------- | ------------------------- | ------------------------- | ------------------------- | ------------------------- | ------------------------- | ------------------------- |
| 1e 500m    | Mannen   | Jesper Hospes             | A                         | Michel Mulder             | A                         | Ronald Mulder             | A                         | Jan Smeekens              | A                         | Hein Otterspeer           | B                         |
| 1e 500m    | Vrouwen  | Anice Das                 | A                         | Margot Boer               | A                         | Annette Gerritsen         | A                         | Thijsje Oenema            | A                         | Laurine van Riessen       | A                         |
|            |          |                           |                           |                           |                           |                           |                           |                           |                           |                           |                           |
| 2e 500m    | Mannen   | Jesper Hospes             | A                         | Michel Mulder             | A                         | Ronald Mulder             | A                         | Jan Smeekens              | A                         | Hein Otterspeer           | B                         |
| 2e 500m    | Vrouwen  | Anice Das                 | A                         | Margot Boer               | A                         | Annette Gerritsen         | A                         | Thijsje Oenema            | A                         | Laurine van Riessen       | A                         |
|            |          |                           |                           |                           |                           |                           |                           |                           |                           |                           |                           |
| 1000m      | Mannen   | Stefan Groothuis          | A                         | Michel Mulder             | A                         | Kjeld Nuis                | A                         | Koen Verweij              | A                         | Mark Tuitert              | B                         |
| 1000m      | Vrouwen  | Lotte van Beek            | A                         | Margot Boer               | A                         | Marrit Leenstra           | A                         | Thijsje Oenema            | A                         | Laurine van Riessen       | A                         |
|            |          |                           |                           |                           |                           |                           |                           |                           |                           |                           |                           |
| 1500m      | Mannen   | Stefan Groothuis          | A                         | Rhian Ket                 | A                         | Kjeld Nuis                | A                         | Mark Tuitert              | A                         | Koen Verweij              | A                         |
| 1500m      | Vrouwen  | Lotte van Beek            | A                         | Marrit Leenstra           | A                         | Jorien Voorhuis           | A                         | Ireen Wüst                | A                         | Diane Valkenburg          | B                         |
|            |          |                           |                           |                           |                           |                           |                           |                           |                           |                           |                           |
| 5000m      | Mannen   | Jorrit Bergsma            | A                         | Rob Hadders               | A                         | Bob de Jong               | A                         | Douwe de Vries            | A                         | Frank Vreugdenhil         | B                         |
| 3000m      | Vrouwen  | Yvonne Nauta              | A                         | Jorien Voorhuis           | A                         | Ireen Wüst                | A                         | Marije Joling             | B                         | Annouk van der Weijden    | B                         |
|            |          |                           |                           |                           |                           |                           |                           |                           |                           |                           |                           |
| Massastart | Mannen   | Christijn Groeneveld      | A                         | Arjan Stroetinga          | A                         | Bob de Vries              | A                         |                           |                           |                           |                           |
| Massastart | Vrouwen  | Janneke Ensing            | A                         | Mariska Huisman           | A                         | Irene Schouten            | A                         |                           |                           |                           |                           |

De beste Nederlander per afstand wordt vet gezet

## Podia

### Mannen
| Wedstrijd  | Goud                          | Tijd    | Zilver                          | Tijd    | Brons                         | Tijd    |
| 1e 500 m   | Ronald Mulder Nederland       | 34,96   | Gilmore Junio Canada            | 35,02   | Nico Ihle Duitsland           | 35,10   |
| 2e 500 m   | Jan Smeekens Nederland        | 34,91   | Nico Ihle Duitsland             | 34,97   | Michel Mulder Nederland       | 35,00   |
| 1000 m     | Shani Davis Verenigde Staten  | 1.08,70 | Stefan Groothuis Nederland      | 1.08,80 | Brian Hansen Verenigde Staten | 1.08,90 |
| 1500 m     | Brian Hansen Verenigde Staten | 1.44,58 | Denny Morrison Canada           | 1.45,28 | Koen Verweij Nederland        | 1.45,68 |
| 5000 m     | Jorrit Bergsma Nederland      | 6.14,08 | Sverre Lunde Pedersen Noorwegen | 6.19,48 | Patrick Beckert Duitsland     | 6.22,71 |
| Massastart | Arjan Stroetinga Nederland    | 31      | Bart Swings België              | 17      | Bob de Vries Nederland        | 11      |

### Vrouwen
| Wedstrijd  | Goud                                | Tijd    | Zilver                         | Tijd    | Brons                          | Tijd    |
| 1e 500 m   | Heather Richardson Verenigde Staten | 37,85   | Judith Hesse Duitsland         | 37,86   | Olga Fatkoelina Rusland        | 37,89   |
| 2e 500 m   | Heather Richardson Verenigde Staten | 37,70   | Olga Fatkoelina Rusland        | 37,84   | Jenny Wolf Duitsland           | 37,89   |
| 1000 m     | Heather Richardson Verenigde Staten | 1.14,87 | Brittany Bowe Verenigde Staten | 1.15,26 | Olga Fatkoelina Rusland        | 1.15,34 |
| 1500 m     | Ireen Wüst Nederland                | 1.54,03 | Lotte van Beek Nederland       | 1.54,70 | Brittany Bowe Verenigde Staten | 1.55,06 |
| 3000 m     | Ireen Wüst Nederland                | 4.01,42 | Martina Sáblíková Tsjechië     | 4.04,00 | Yvonne Nauta Nederland         | 4.04,44 |
| Massastart | Claudia Pechstein Duitsland         | 34      | Janneke Ensing Nederland       | 26      | Irene Schouten Nederland       | 13      |